# Communauté de communes Les Grands Serres
La communauté de communes Les Grands Serres  est une communauté de communes française, située dans le département de l'Ardèche.

## Composition
Elle est composée de 5 communes :
| Nom                   | Code Insee | Gentilé       | Superficie (km2) | Population (dernière pop. légale) | Densité (hab./km2) |
| --------------------- | ---------- | ------------- | ---------------- | --------------------------------- | ------------------ |
| Thueyts (siège)       | 07322      | Athogiens     | 21,78            | 1 228 (2014)                      | 56                 |
| Burzet                | 07045      | Burzetins     | 38,06            | 409 (2014)                        | 11                 |
| Mayres                | 07153      | Mayrois       | 30,07            | 256 (2014)                        | 8,5                |
| Montpezat-sous-Bauzon | 07161      | Montpezatiens | 27,23            | 894 (2014)                        | 33                 |
| Péreyres              | 07173      | Péreyreins    | 12,63            | 52 (2014)                         | 4,1                |

## Sources
- Base Nationale de l'Intercommunalité
- Splaf
- Base aspic